# 夏の恋は虹色に輝く
『夏の恋は虹色に輝く』（日:なつのこいはにじいろにかがやく、英: Summer Romance Shines in Rainbow Colors）は、2010年7月19日から9月20日まで毎週月曜日21:00 - 21:54にフジテレビ系の「月9」枠で放送された日本のテレビドラマ。主演は月9初主演となる松本潤。略称は「夏虹」。
いつも明るく笑う女性と出会い、仕事と愛に未練を置いて成功していくストーリーを描く。大森美香によるオリジナル脚本作品。サウンドトラックは夏の恋は虹色に輝く オリジナル・サウンドトラックを参照。

## あらすじ
名優の父親と元女優の母親を持つにもかかわらず、全く売れない二世俳優・楠大雅は、世間からは親の七光りと揶揄され、父親にコンプレックスを抱いていた。ある日、友人と気晴らしにスカイダイビングをしていたが、大雅だけ風に流されて雑木林に落下して宙吊り状態になってしまう。困っていたところを偶然通りかかり、助けてくれた美女・北村詩織に一目惚れするが、実は彼女にはある秘密があったのだった。

## キャスト

### 主人公
楠 大雅（くすのき たいが）
演 - 松本潤（幼少期：加部亜門）
本作の主人公。航太郎と真知子の次男。東京都品川区在住。芸能一家ゆえにマスコミに取り上げられ、小学生の時から虐められていたが、父の背中を見て俳優を志し、高校卒業後、演技を勉強するためにニューヨークに留学。小さい時からピアノ・英会話・バイオリンを習った他、料理が苦手な真知子に代わり、冷蔵庫のあり合わせで簡単なおもてなし料理も作れる。スカイダイビングでの着地に失敗した際、雑木林で宙吊りになったところを助けた詩織に一目惚れする。詩織との恋愛や、桜や譲たちと接する中で、少しずつ仕事に対する姿勢が変わり、真知子と旅番組「あなたと夢温泉」に出演したり、アイスクリーム屋でアルバイトを始めた。譲の誘いもあり、有栖川のワークショップに参加し、有栖川劇団の舞台「ハムレット」の練習参加メンバーに選ばれ、セリフのある従者役を与えられる。詩織に海の父親になると告白したことで、海に拒否されるが、後に勇樹の墓参りで福岡に行き、そこで出会った春樹に連れられて北村家を訪れ、あいさつを済ませていた。愛車はレクサス・RX。腕時計はフランクミュラーのトノーカーベックス 7880 クロノグラフと8080ライジングサン・クロノグラフを愛用。
北村 詩織（きたむら しおり）
演 - 竹内結子
本作のヒロイン。宙吊りになっていた大雅を助けた美女。シングルマザー。北村は亡き夫の苗字であるが、亡き夫と結婚以前の旧姓や自身の実家に関しては劇中で言及されていない。航太郎の大ファンで、6年前に「江戸に咲く風の銀次郎」のロケを見学した時に産気づき、航太郎と青木に助けられる。それ以降、航太郎にファンレターを送っていた。勤めていた缶詰工場が倒産してしまい、楠航太郎事務所で働くことになる。亡き夫・勇樹に未練があり、大雅と出会ってからはその思いが揺らぎ、好きな気持ちを抑えていたが、幸せになってもいいという春樹の後押しもあり、素直に受け入れるようになる。大雅が海の父親になると告白した際、海が拒否したため、海が納得するまでは大雅と会わないようにしたが、大雅が勇樹の墓と北村家を訪れていたことを知り、舞台の稽古中だった大雅に激励の手紙を送った。

### 楠家
楠 大貴（くすのき だいき）
演 - 沢村一樹（幼少期：草川拓弥）
航太郎と真知子の長男。大崎第一小学校1年1組担任。大雅とは対照的に、楠航太郎の息子としてではなく、地に足のついた仕事をしたくて、小さい時から公務員を志していた。女性に惚れっぽく、佳奈にアプローチをしていたが、自分が担任を受け持つクラスに転入してきた海の母親である詩織に一目惚れし、彼女との結婚を考えるあまり、妄想が先走りすぎていた。しかし、詩織に再婚の意思がなく、恋愛対象にされていないことを知り、自身の浮気以外の原因で初めて失恋する。傷心を癒すために、大雅と真知子が出演する旅番組「あなたと夢温泉」のロケに同行するも、立ち直るや否や女性たちに声をかけていた。その後、大雅が詩織を好きだと知り、潔く身を引くが、大雅と詩織の仲にやきもきする。
山本 とし子（やまもと としこ）
演 - 猫田直
楠家の家政婦。
楠 航太郎（くすのき こうたろう）
演 - 伊東四朗（特別出演）
大雅と大貴の父親。日本を代表する名俳優で「江戸に咲く風の銀次郎」シリーズなどの代表作がある。捻挫で入院していたが、クモ膜下出血で亡くなる。6年前、「江戸に咲く風の銀次郎」のロケ見学中に産気づいて倒れた詩織を病院に運んだ。その後、青木と見舞いに訪れた際、詩織から頼まれて、生まれてきた子に海と命名する。
楠 真知子（くすのき まちこ）
演 - 松坂慶子
大雅と大貴の母親。姫島真知子の芸名で「お嫁さんにしたい女優No.1」だったが、20歳で結婚して家庭に入るも、一人では家事全般を何もできず、経済観念もない。少し天然な所もある。航太郎が生前詩織と文通を続けていることを気にかけていたが、青木から真相を聞き、胸を撫で下ろす。

### 北村家
北村 海（きたむら うみ）
演 - 小林星蘭
詩織の一人娘で小学1年生。8月生まれで、名前は航太郎が命名した。詩織が楠航太郎事務所で働くことになったため、大崎第一小学校に転校してくる。転校早々、声をかけてきた三池蒼空にほのかな想いを寄せている。大貴の紹介で学童保育「大崎ひまわりクラブ」に入る。滑舌は良いものの、運動は苦手で、水に顔をつけるのも怖がっていたが、大貴が夏休みに開いた親子水泳教室で克服した。海の父親になるという大雅の告白に驚き、父親はいらないと拒絶するが、それは詩織が勇樹のことも自分のことも忘れてしまうのではないかと心配したためで、後に詩織とわだかまりを解き、大雅とも和解した。
北村 勇樹（きたむら ゆうき）
詩織の夫。海の父親。商社勤務で、社内では出世頭で人気があり、フットサルチームにも入っていた。海が生まれる前の2002年12月に、出張先のボリビアで起きた大地震で亡くなっている。
北村 春樹（きたむら はるき）
演 - 塚本高史（第6 - 8、最終話）
福岡に住む詩織の義弟で税理士。海の叔父。詩織と海の帰郷時には出張で入れ違いになってしまうが、君江に頼まれて、詩織の様子を見に上京。勇樹のことは気にせず、幸せになってほしいと詩織の背中を押した。墓参りに訪れた大雅を家に招き、詩織の好きな相手が大雅だと知る。勇樹と声が似ている。
北村 君江（きたむら きみえ）
演 - 市毛良枝（第5 - 7、最終話）※第5話は声のみ
福岡に住む詩織の義母。海の祖母。詩織・海が福岡で一緒に暮らしてくれることを望んでいる。春樹が連れてきた大雅を気に入る。
北村 雄三（きたむら ゆうぞう）
演 - でんでん（第6話）
福岡に住む詩織の義父。海の祖父。
北村 真弓（きたむら まゆみ）
演 - 肘井美佳（第6話）
福岡に住む詩織の義妹。海の叔母。
北村 ユキ（きたむら ユキ）
演 - 小野敦子（第6話）
福岡に住む雄三の母親。勇樹・春樹・真弓の祖母。海の曾祖母。

### 楠航太郎事務所
青木 久雄（あおき ひさお）
演 - 松重豊
事務所社長で、航太郎の元付き人。付き人時代に、詩織と産まれたばかりの海と面識がある。航太郎の死後は、事務所社長としてだけでなく、父親代わりとしても大雅を気にかけている。妻に家を出て行かれている。
宮瀬 桜（みやせ さくら）
演 - 桐谷美玲（幼少期：畠山紬）
子役出身の女優で芸歴15年。子役時代に共演経験のある航太郎の事務所に移籍する。わがままで気が強いが、仕事に対するプロ意識は高い。子役時代のことばかり話題にされると不機嫌になる。出演するドラマ「愛の緊急病棟」の台本を読み合わせする中で、大雅のことを好きになるが、大雅からは演技だと思われ、改めて告白するもかわいい妹にしか思われず失恋。譲を呼び出し大泣きする。
鳩間 新市（はとま しんいち）
演 - 小倉一郎
事務所スタッフ。足腰が弱くて病院通いしている。航太郎と真知子の結婚に尽力した。
志賀 光治（しが こうじ）
演 - 大下源一郎
事務所スタッフ。移籍してきた桜の付き人となるが、テレビ局でプロデューサーの名前を間違えたり、陰気な顔がストーカー被害に遭ったトラウマを思い出させるため、桜からは付き人につくことを拒否される。趣味でアングラ演劇の脚本を執筆している。
沖 めぐみ（おき めぐみ）
演 - 阿南敦子（第1話）
事務担当だったが、退職する。

### 大崎第一小学校
野崎 佳奈（のざき かな）
演 - 小松彩夏（第2 - 最終話）
1年1組副担任。幼少の頃の夢はかわいいお嫁さん。赤木俊平のファン。
三池 蒼空（みいけ そら）
演 - 井上瑞稀（ジャニーズJr.、第2 - 最終話）
5年1組の生徒。転校したばかりで一人ぼっちでいた海に声をかける。学童保育「大崎ひまわりクラブ」に入っていて、北村家の近所に住んでいる。両親の離婚により転校することになる。
曽我部（そがべ）
演 - 本田清澄（第4・6話）
大崎第一小学校の教師。
陽菜（ひな）
演 - 春日香音（第2 - 最終話）
1年1組の生徒。授業参観の後、海と友達になる。
太郎（たろう）
演 - 中西龍雅（第3 - 最終話）
1年1組の生徒。12月生まれ。海と同じ学童保育「大崎ひまわりクラブ」にも入っている。海に好意を持っている。

### 俳優関係
植野 慶太（うえの けいた）
演 - 笠原秀幸（幼少期：長島暉実）
歌手・メアリー植野の息子で俳優。大雅とは同じ境遇で意気投合し、小学生時代からの親友。6回結婚して6回離婚した、恋愛に自由奔放な母親に苦労している。一般人には、フルネームでは覚えられていないようで、たびたび「メアリー植野の息子」と呼ばれるが、「誰？知らない。」と言われる大雅よりは若干、知名度がある。
伊良部 譲（いらぶ じょう）
演 - 永山絢斗
熊本県出身の人気若手俳優。自称・熊本一の美男子で熊本パルコの前でスカウトされ、芸能界入りした。かつて俳優としての実力は変わらないはずであったが、親が大物俳優というだけで大雅に「学園ドラマの主人公の友人役」を奪われたことがあったため、二世俳優である大雅を敵視するようになった。その後、新人賞に輝くなど実力をつけて良い役を勝ち取るまでに成長し、大雅と会うたびに嫌味を言う。大雅も挑戦した「愛の緊急病棟」のオーディションで新人医師役に選ばれ、大雅をぶっ潰すことと、大ファンだった桜と共演することの二つの目標を達成した。心を入れ替えた大雅とお互いの心情を吐露して打ち解け、楠家にも遊びに来るようになる。さらなる実力を付けるために参加する有栖川のワークショップに大雅を誘う。メアリー植野に逆ナンパされたことがある。

### その他
鳥山（とりやま）
演 - やべけんじ（第3 - 9話）
学童保育「大崎ひまわりクラブ」の指導員。
有栖川 正志（ありすがわ まさし）
演 - 石橋蓮司（第8 - 最終話）
「演劇界の奇才」と呼ばれる演出家で、有栖川劇団の主宰。主宰するワークショップで役者たちを厳しくしごく。

### ゲスト
- 石坂浩二（本人役、第1話）
- うじきつよし（本人役、第1話）
- 陣内智則（本人役、第1話）
- 小松政夫（本人役、第1話）
- 井筒和幸（本人役、第1話）
- 「愛の緊急病棟」監督 - 小島康志（第2話）
- 「愛の緊急病棟」プロデューサー - 工藤俊作（第2話）
- 「愛の緊急病棟」助監督 - 久保山知洋（第2話）
- 「愛の緊急病棟」 看護師役- 米澤史織（第2話）
- 「赤眼鏡探偵シリーズ」演出家 - 佐藤裕（第2・3話）
- 「江戸に咲く風の銀次郎」監督・七尾 - 山崎大輔（第3・8話）
- 「江戸に咲く風の銀次郎」助監督 - 嶋田真（第3話）
- 「赤眼鏡探偵シリーズ」赤眼鏡探偵 - 山村紅葉（本人役、第4話）
- 「赤眼鏡探偵シリーズ」岩村刑事 - 有福正志（本人役、第4話）
- 後藤隼人 - 中野裕太（第4話）

俳優・後藤悟を父に持つ二世俳優。二世の芸能人たちが集う「我らが二世同窓会」の仲間。
- ルミ - カトリーナ（第4話）

デザイナー・神崎瑤子を母に持つ二世タレント。「我らが二世同窓会」に新たに加入。
- ユキ - 木村文乃（第4話）

二世女優。「我らが二世同窓会」の仲間。
- 健也 - 斉藤悠[3]（第4話）

二世俳優。「我らが二世同窓会」の仲間。
- 直哉 - 大和田悠太[3]（第4話）

二世俳優。「我らが二世同窓会」の仲間。
- マリカ - 脇田恵子（第4話）

ファッション誌のモデルで、大雅の元彼女。親には大雅を「楠航太郎の息子」と紹介し、大雅の名前を呼ばなかった。箸の使い方が原因で別れる。
- 真知子の結髪係・オギちゃん - 青木和代（第6話）
- 真知子の衣装係・さとちゃん - 松田真知子（第6話）
- 日向雅夫 - 島津健太郎（第6話）
- 蒼空の母親・奈々 - 新妻さと子（第7・最終話）
- ノゾミママ・瑤子 - 春日井静奈（第7・9話）
- 陽菜ママ・千恵 - 川田希（第7・9話）
- 中川 - 相島一之（第8 - 最終話）
- 「江戸に咲く風の銀次郎」プロデューサー・正木 - 加門良（第8話）
- 中村宏 - 川名陽介（第8 - 最終話）
- 落合聡 - 大沼遼平（第8 - 最終話）
- ワークショップ参加者 - 小川弦、橘あんり、八敷勝（第8・9話）
- 高見誠 - 佐藤浩市[3]（第9話、友情出演）

大物俳優。「江戸に咲く風の銀次郎」の新シリーズで2代目銀次郎を演じる。
- 舞台「ハムレット」クローディアス役・森下恵一 - 市村正親（最終話、友情出演）
- 舞台「ハムレット」ハムレット役・赤木俊平 - 北村有起哉[3]（最終話）
- 舞台「ハムレット」ポローニアス役 - 河内喜一朗（最終話）
- 舞台「ハムレット」アシスタントプロデューサー・持永アリサ - 深田恭子（最終話、友情出演）
- 舞台「ハムレット」照明スタッフ - 二宮和也（嵐）（最終話、友情出演）
- メアリー植野 - 夏木マリ（最終話）
- メアリー植野と舞台鑑賞に来た男性 - 白石隼也（最終話）

## スタッフ
- 脚本 - 大森美香
- 音楽 - 延近輝之
- 主題歌 - 嵐「Løve Rainbow」（ジェイ・ストーム）
- 挿入歌 - YUI「Please Stay With Me」（gr8!records）[4]
- プロデューサー - 三竿玲子
- 演出 - 澤田鎌作、小原一隆、星野和成
- 制作 - フジテレビドラマ 制作センター
- 制作著作 - フジテレビ
- 協力 - ハーフトーンミュージック
- 協力プロデューサー - 保坂賢一郎
- プロデュース補 - 西田久美子
- 広報 - 加藤麻衣子
- 演出補 - 関野宗紀
- 演出助手 - 星野和成
- タイトルバック - 高野善政
- 局系列 - FNN
- 制作会社（制作著作：CX）
- 制作担当 - 中山裕隆、尾崎友康
- 制作主任 - 菅村実雪、石鍋京子
- スケジュール - 田中孝幸
- アクションコーディネーター - 村上潤
- 企画（編成：松崎容子、大川友也）
- 音楽 - 延近輝之、（選曲：藤村義孝）
- 音響効果 - 猪俣泰史
- 技術プロデューサー - 佐々木宣明、長谷川美和

## サブタイトル
| 各話                                                       | 放送日        | サブタイトル   | 演出     | 視聴率 | 備考     |
| ---------------------------------------------------------- | ------------- | -------------- | -------- | ------ | -------- |
| 第1話                                                      | 2010年7月19日 | 君をみつけた   | 澤田鎌作 | 15.7%  | 15分拡大 |
| 第2話                                                      | 2010年7月26日 | ライバル出現!? | 澤田鎌作 | 10.9%  | -        |
| 第3話                                                      | 2010年8月02日 | 好きだ…キミが  | 小原一隆 | 12.9%  | -        |
| 第4話                                                      | 2010年8月09日 | キミの涙の理由 | 小原一隆 | 12.1%  | -        |
| 第5話                                                      | 2010年8月16日 | 行かないで…    | 澤田鎌作 | 10.2%  | -        |
| 第6話                                                      | 2010年8月23日 | 君にキスした…  | 星野和成 | 11.8%  | -        |
| 第7話                                                      | 2010年8月30日 | 涙のバースデー | 小原一隆 | 11.4%  | -        |
| 第8話                                                      | 2010年9月06日 | 海に誓う約束   | 澤田鎌作 | 12.9%  | -        |
| 第9話                                                      | 2010年9月13日 | 好き…でも嫌い  | 小原一隆 | 11.5%  | 20分遅延 |
| 最終話                                                     | 2010年9月20日 | もう会えない   | 澤田鎌作 | 13.1%  | -        |
| 平均視聴率 12.3%（視聴率は関東地区・ビデオリサーチ社調べ） |               |                |          |        |          |

- 第9話は『世界柔道選手権2010』放送延長のため、21:20から放送。

## 受賞歴
- 第14回日刊スポーツ・ドラマグランプリ GP 夏
  - 作品賞
  - 主演男優賞（松本潤）
  - 助演女優賞（竹内結子）
- 第66回ザテレビジョンドラマアカデミー賞
  - ドラマソング賞
  - 助演女優賞（竹内結子）

## 関連商品

### CD
- 夏の恋は虹色に輝く オリジナル・サウンドトラック（ポニーキャニオン、2010年9月1日発売。）

### DVD
- 夏の恋は虹色に輝く DVD-BOX（ポニーキャニオン、2010年12月15日発売。）
  - 初回限定特典
    - 豪華限定BOX仕様
    - 特製ポストカード（10枚）
    - 「風の銀次郎」フィギュアストラップ

  - 映像特典
    - 制作発表
    - スペシャルメイキング
    - 放送直前スペシャル
    - 松本潤vs.リュー・チェン
    - 夏虹キャンペーン限定映像
    - ノンクレジットオープニング
    - 予告集

  - 封入特典
    - スペシャルブックレット（48ページ）